# Jean Arène
Pour les articles homonymes, voir Arène (homonymie).
Ne pas confondre avec Jean Arènes (1898-1960), botaniste français
Jean Arène est un peintre français né le 11 septembre 1929 à Marseille et mort le 20 mars 2020 à Brignoles.

## Biographie
Après un passage en 1949 à l'école des Beaux-Arts de Marseille, puis une année à Paris en 1950 chez l'affichiste Paul Colin, Jean Arène revient à Marseille l'année suivante où il fonde le « Groupe des moins de trente ans » avec Pierre Trofimoff, Trabuc, Zutter, Mela et commence la peinture en autodidacte, tout en gagnant sa vie dans la publicité et la décoration.
Sa première exposition date de 1956. À partir de 1957, il quitte la ville pour la campagne, qui lui servira de point d'attache pour de nombreux voyages, souvent en auto-stop et sac à dos, mais toujours accompagné d'un crayon et d'un carnet de croquis : l'Espagne, le Maroc en 1957, l'Afrique occidentale en 1960, suivi d'une exposition à Dakar, l'Europe du Nord (Allemagne, Danemark, Suède, Norvège, Laponie, Lofoten, Pays-Bas et Belgique) en 1963, un voyage en Tunisie en 1966 vont faire l'objet d'une première rétrospective la même année à Toulon.
En 1970, Arène repart pour les États-Unis et le Mexique, suivi deux ans plus tard de l'Afrique occidentale à nouveau : le Tassili, le Sahara et l'Algérie.
Ses lieux d'exposition restent fortement ancrés en Provence et le Gard : Aix-en-Provence, Uzès, Avignon, La Ciotat, Cassis. Mais ses voyages l'amènent aussi à exposer à l'étranger : Dakar, Ouagadougou, aux centres culturels français d'Algérie, au Maroc et en Indonésie, où il prépare un de ses livres.
Dans les dernières années de sa vie, Arène exposait deux fois par an de manière régulière, à Aix-en-Provence et Uzès.

## Ouvrages
- A la glori de l'oli (« À la gloire de l'huile »), texte de Marie Mauron, édité par les auteurs, 1980
- Lou rusticage au fiéu di jour (« Travaux des champs au fil des jours »), texte de Marie Mauron, édité par les auteurs, 1981
- La festo en païs d'Arles (« La fête en pays d'Arles »), texte de Marie Mauron, édité par les auteurs, 1982
- Toi, notre arbre, texte de Marie Mauron, édité par les auteurs, 1983
- Rivages, texte de Marie Mauron, édité par les auteurs, 1986
- Les Moutons d'Arène, texte de Gérard Martin, photographies de Bernard Caramante, éditions Gui Benucci, 1987
- En pays d'Alquifoux, texte de Gérard Lachens, éditions Gui Benucci, 1987
- La Pierre et l'Homme, texte de Marie Mauron, dessins de René Seyssaud et Jean Arène, éditions Gui Benucci, 1988
- Algérie, l'âme nue, texte d'Alain Billy, éditions Goumakis, 1990
- Indonésie, texte d'Alain Billy, centre culturel Yogyakarta, 1995
- Vias, texte d'Alain Billy, commune de Vias, 1996
- La Réunion, texte d'Alain Billy, imprimerie Lacroix, Saint-Rémy-de-Provence, 1999
- Rétrospective Arène, textes d'Évelyne Duret, Jean Giono, Marie Mauron, Henri Bosco, Pierre Magnan, Henri Feyt, Alain Billy - Édité pour la rétrospective Arène du centre d'art Sébastien, Saint-Cyr-sur-Mer - Imprimerie Lacroix, Saint-Rémy-de-Provence, 2002
- Cathédrale Saint-Sauveur. Alchimie de lumière. Aix en Provence, texte d'Alain Billy, préface Jacqueline de Romilly, 2003
- La Provence d'Arène, textes d'Henri Feyt - Édité pour l'exposition à l'écomusée de la Crau Saint-Martin-de-Crau - Imprimerie Lacroix, Saint-Rémy-de-Provence, 2006
- La Provence de Jean Arène, texte de Michel Guillemain - Édité par le Réseau Lalan pour la rétrospective Arène du musée de Bormes-les-Mimosas, 2008
- En Provence, sur les pas de Jean Arène, recueil de dessins sur le thème de La Fête - Éditions Équinoxe, 2009